# The TEN 2023
The TEN 2023 war eine Leichtathletik-Veranstaltung, die am 4. März 2023 im Stadion der JSerra Catholic HS im kalifornischen San Juan Capistrano stattfand. Die Veranstaltung war Teil der World Athletics Continental Tour und zählte zu den Silber-Meetings.

## Resultate

### Männer

#### 10.000 m
| Platz                    | Athlet                      | Land | Zeit (min) |
| ------------------------ | --------------------------- | ---- | ---------- |
| 1                        | William Kincaid             | USA  | 27:06,37   |
| 2                        | Joe Klecker                 | USA  | 27:07,56   |
| 3                        | Athanas Kioko (Pacemaker)   | KEN  | 27:23,84   |
| 4                        | Connor Mantz                | USA  | 27:25,30   |
| 5                        | Jonas Raess                 | SUI  | 27:26,40   |
| 6                        | Ren Tazawa                  | USA  | 27:28,04   |
| 7                        | Nils Voigt                  | GER  | 27:30,01   |
| 8                        | Samuel Chelanga             | USA  | 27:38,02   |
| 9                        | Luis Grijalva               | GUA  | 27:42,56   |
| 10                       | Alex Masai                  | KEN  | 27:42,80   |
| 11                       | Wesley Kiptoo               | KEN  | 27:45,81   |
| 12                       | Benjamin Flanagan           | CAN  | 27:49,67   |
| 13                       | Kanta Shimizu               | JPN  | 27:51,23   |
| 14                       | Benjamin Eidenschink        | USA  | 27:51,74   |
| 15                       | Tatsuhiko Itō               | JPN  | 27:54,64   |
| 16                       | Aaron Bienenfeld            | GER  | 27:55,96   |
| 17                       | Ahmed Muhumed               | USA  | 27:56,99   |
| 18                       | Frank Lara                  | USA  | 28:00,75   |
| 19                       | Emmanuel Bor                | USA  | 28:01,09   |
| 20                       | Alberto González Mindez     | GUA  | 28:30,63   |
| 21                       | Zach Panning                | USA  | 28:35,52   |
|                          | Ehab El-Sandali (Pacemaker) | CAN  | DNF        |
| Amon Kemboi (Pacemaker)  | KEN                         | DNF  |            |
| Oliver Hoare (Pacemaker) | AUS                         | DNF  |            |
| Sam Atkin                | GBR                         | DNF  |            |

### Frauen

#### 10.000 m
| Platz                        | Athletin                      | Land | Zeit (min)  |
| ---------------------------- | ----------------------------- | ---- | ----------- |
| 1                            | Eilish McColgan               | GBR  | 30:00,86 AR |
| 2                            | Alicia Monson                 | USA  | 30:03,82 AR |
| 3                            | Elly Henes                    | USA  | 30:48,26    |
| 4                            | Natosha Rogers                | USA  | 30:48,69    |
| 5                            | Fiona O’Keeffe                | USA  | 30:55,05    |
| 6                            | Laura Galván                  | MEX  | 31:04,08    |
| 7                            | Dominique Scott               | RSA  | 31:14,00    |
| 8                            | Carrie Verdon                 | USA  | 31:52,94    |
| 9                            | Susanna Sullivan              | USA  | 31;55,80    |
| 10                           | Amy Davis-Green               | USA  | 32:10,59    |
| 11                           | Katie Izzo                    | USA  | 32:22,47    |
| 12                           | Jeralyn Poe                   | USA  | 32:39,10    |
|                              | Josette Andrews (Pacemakerin) | USA  | DNF         |
| He Wuga                      | CHN                           | DNF  |             |
| Danielle Shanahan            | AUS                           | DNF  |             |
| Vanessa Fraser               | USA                           | DNF  |             |
| Sarah Inglis                 | GBR                           | DNF  |             |
| Eleanor Fulton (Pacemakerin) | USA                           | DNF  |             |